# エーリッヒ・クンツ
エーリッヒ・クンツ（Erich Kunz, 1909年5月20日 - 1995年9月8日）はウィーン生まれのオペラ歌手。喜劇的なバリトン役を得意とし、特にモーツァルトにかけては絶対不動の地位を占め続けた。
ウィーン国立歌劇場には1940年から所属していたが、同劇場の戦後分だけで、フィガロ249回、パパゲーノ338回、レポレロ211回という、今日では近づくのも不可能な記録を打ち立てている。
演技にすぐれていたため、歌手として現役のうちから『こうもり』のフロッシュ、『ナクソス島のアリアドネ』執事長などの台詞役でも公演や録音に参加した。他に『こうもり』ではファルケやフランク、『コシ・ファン・トゥッテ』のグリエルモ、『ニュルンベルクのマイスタージンガー』のベックメッサーも得意とした。本来テノール役である『メリー・ウィドー』のダニロをバリトンで歌う（今日ではむしろそちらの方が多い）嚆矢でもあった。
ドイツ学生歌やドイツ民謡の録音も多く残し、これらの集大成的記録者としての役割を果たした。
1959年にウィーン国立歌劇場員公演の際に来日した。
1970年代のオペラ出演を最後に引退。引退後はウィーンに住み続け、1995年9月8日にウィーンで亡くなった。